# 三重県道69号湾岸桑名インター線
三重県道69号湾岸桑名インター線（みえけんどう69ごう わんがんくわなインターせん）は、伊勢湾岸自動車道湾岸桑名ICと国道23号および国道258号を結ぶ主要地方道（三重県道）である。

## 概要

### 路線データ
- 起点：桑名市福岡町・伊勢湾岸自動車道湾岸桑名IC
- 終点：桑名市和泉（国道23号・国道258号交点）

## 歴史
- 1993年（平成5年）5月11日 - 建設省から、県道桑名四日市線の一部が湾岸桑名インター線として主要地方道に指定される[1]。

## 地理

### 通過する自治体
- 桑名市

### 交差する道路
- 伊勢湾岸自動車道・湾岸桑名IC（桑名市福岡町、起点）
- 三重県道401号桑名四日市線（桑名市大貝須）
- 国道23号・国道258号（桑名市和泉、終点）